# Passeriformes

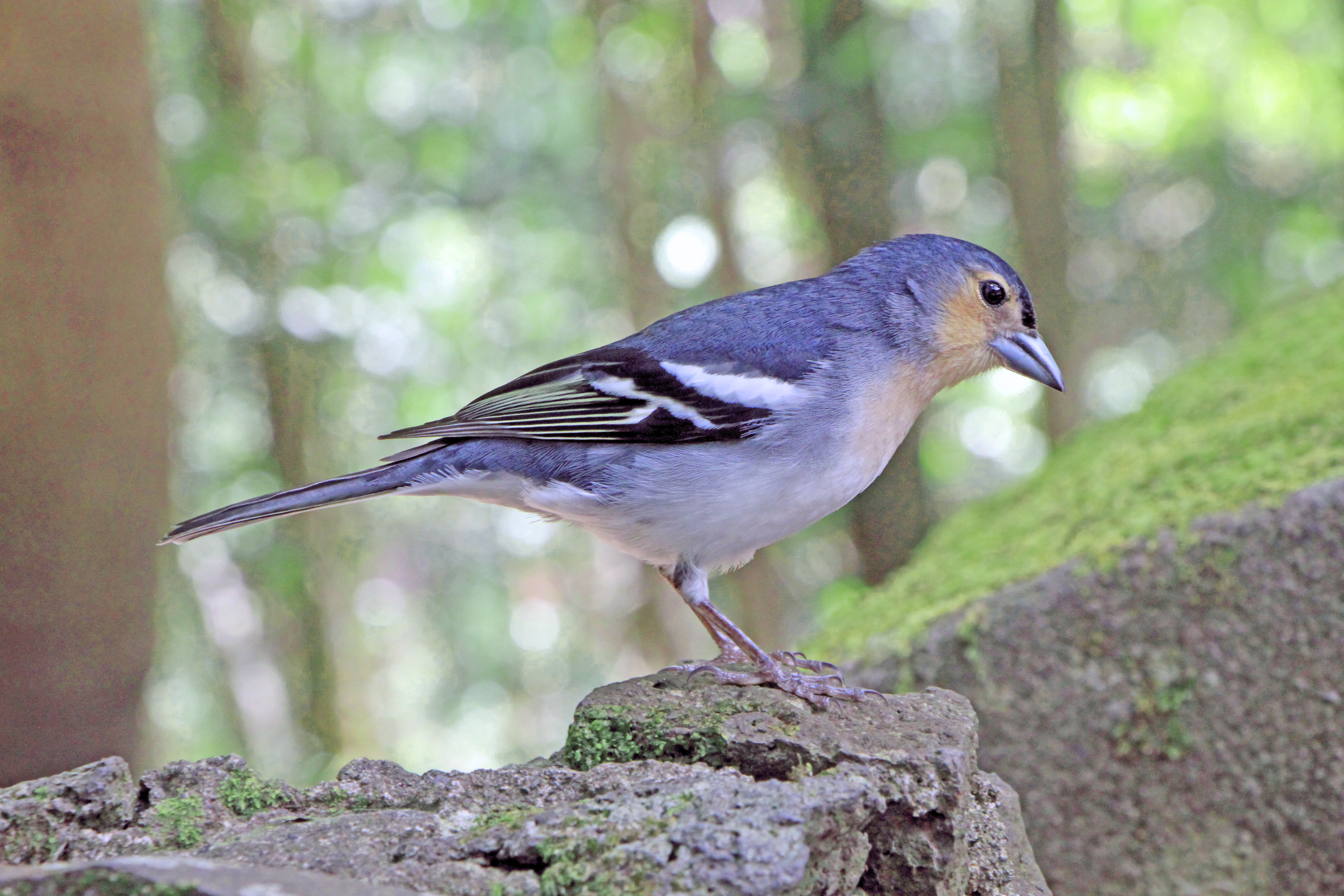
Passeriformes

As Passeriformes são uma grande ordem da classe aves, que compreendem a mais numerosa das ordens, incluindo quase 6 000 espécies, mais da metade do total das espécies de aves existentes, possuindo grande diversificação morfológica, ecológica, biológica e comportamental. Membros desta ordem são conhecidos como "pássaros" (embora em linguagem coloquial, este termo pode referir a qualquer ave, especialmente de pequeno porte). Geralmente, têm pequenas a médias dimensões, canoras, com alimentação baseada em sementes, frutos, pequenos invertebrados, como anelídeos e crustáceos, e alguns vertebrados, como peixes, roedores e até mesmo filhotes de outras aves.

## Anatomia
A forma do bico varia bastante, dependendo do tipo de alimentação do animal. Os quatro dedos estão todos implantados ao mesmo nível, encontrando-se o primeiro permanentemente invertido. A plumagem é suficientemente densa e a penugem fina. O canto dos pássaros é geralmente melodioso. As suas características dependem da estrutura do aparelho fonador (siringe), bem como da quantidade e posição dos músculos desse, que variam entre um e sete.

## Canto
Estudos sugeriram que o canto dos pássaros pode evoluir de jeitos diferentes em resposta a uma pressão evolutiva. Porém, eles também apontam que a complexidade no canto em certas linhagens é uma característica que foi selecionada por fêmeas em busca de parceiros, com a complexidade do canto sendo selecionada de modo semelhante à cauda do pavão. Além da atração de parceiros, o canto em indivíduos machos também têm como função defender o território contra outros machos, e em ambos variações individuais afetam o sucesso reprodutivo do indivíduo.

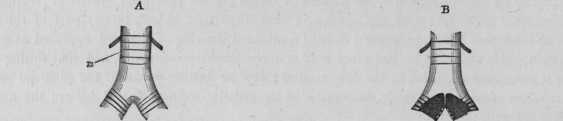
Siringe de Xenicus longipes. A: vista de frente; B: vista de trás

Aves que cantam possuem um órgão vocal bipartido chamado siringe que se localiza na junção da traquéia com os brônquios, onde o som é gerado pela oscilação de membranas nos dois lados da siringe. Cada lado possui músculos próprios, que proporcionam flexibilidade e controle independente da frequência e amplitude do som, dando um grau de especialização acústica único. Os cantos de aves adultas estão associados à coordenação da respiração e de músculos da siringe, sendo controlados pelo sistema somatossensorial do animal.
O mecanismo de emissão do som se baseia em três estados motores das membranas das siringes, dependendo da mudança da demanda vocal e respiratória do animal, e estão relacionados com inspiração, fonação e mudez. Na inspiração, a membrana se encontra afastada da corrente de ar, reduzindo a resistência ao fluxo de ar e repondo o ar exalado na vocalização. Durante a fonação, as membranas devem estar “entreabertas”, ou seja, permitindo passagem de corrente de ar de dentro da ave para fora de um modo que essa corrente gera uma vibração e, consequentemente, emissão sonora. As membranas podem vedar completamente cada lado da siringe, emudecendo-o. Isso, em conjunto com as características peculiares de cada lado da siringe, torna possível que a ave emita sons distintos ao mesmo tempo, ou combinar sons diferentes para emitir um canto mais complexo.
Entre as aves que cantam, existem espécies que cantam de maneira estereotipada, ou seja, não apresentam variações populacionais e/ou individuais. O canto dessas aves é determinado geneticamente e desenvolvido sem necessidade de aprendizagem a partir de um modelo. Outras aves possuem canto mais complexo, e apresentam variações individuais e populacionais. É comum encontrarmos dialetos diferentes de populações diferentes. O processo de aprendizagem de canto em aves é mediado por memorização e coordenação vocal-auditiva, dependendo da movimentação complexa e precisa das membranas da siringe. A modalidade de canto inato é encontrada principalmente em Passeriformes da subordem Suboscines, enquanto a modalidade de canto aprendido é encontrada principalmente em Passeriformes da subordem Oscines.

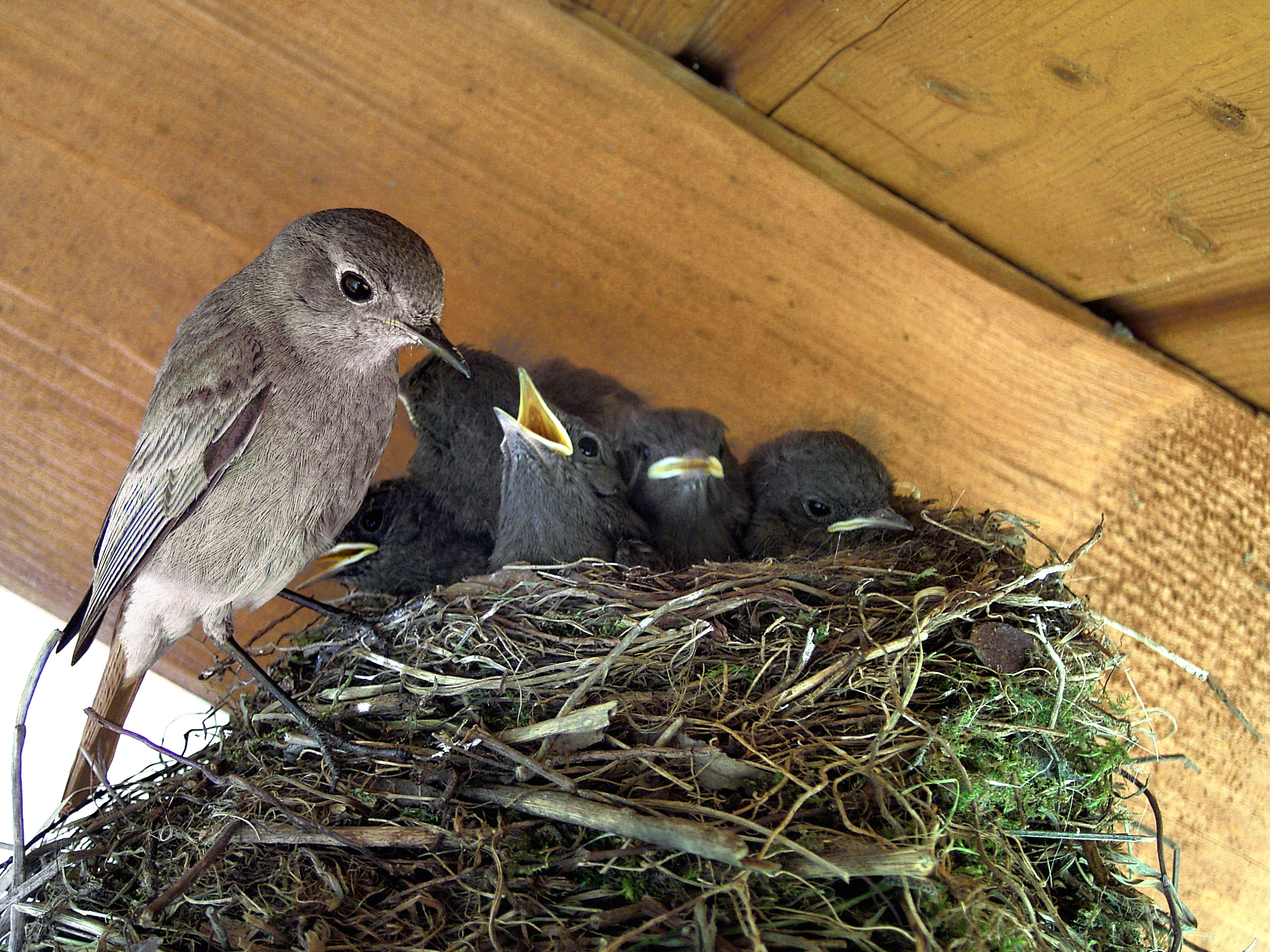
Fêmea de Phoenicurus ochruros cuidando de sua ninhada

## Reprodução e desenvolvimento
Os pássaros são, na sua maioria, animais monogâmicos, vivendo com um único parceiro ao longo de toda época do acasalamento; no entanto, também se conhecem espécies poligâmicas, com um macho dominante que acasala com várias fêmeas. Os ninhos dos pássaros são, provavelmente, os que envolvem uma construção mais elaborada entre todas as espécies de aves. São, na sua maioria, em forma de taça, sendo muitos deles, exemplos perfeitos de engenharia. Os filhotes são nidícolas, nascendo cegos, desprovidos de penas, e raramente cobertos de penugem. São completamente dependentes dos progenitores durante um bom tempo. Pedem alimento aos pais, esticando o pescoço e abrindo o bico, desde as primeiras horas após o nascimento.

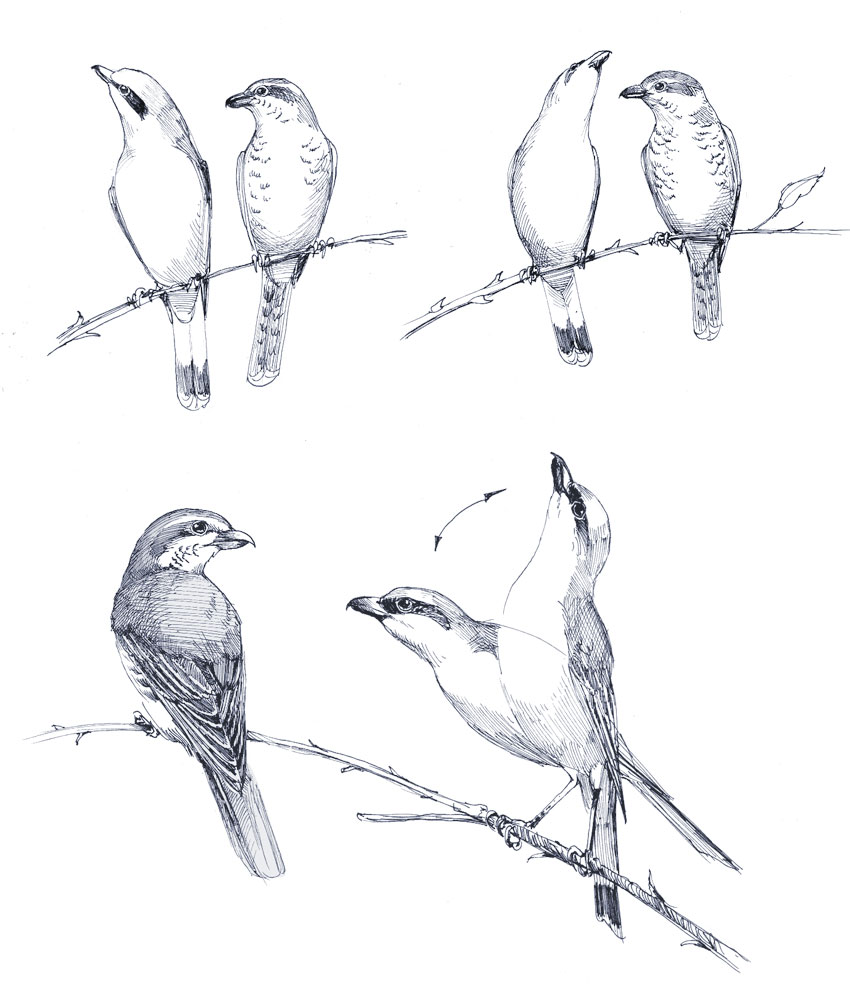
Estágios do comportamento de corte de Lanius collurio

## Dimorfismo sexual
Por muito tempo acreditou-se que havia maior dimorfismo sexual em espécies poligâmicas, e que em espécies monogâmicas havia menor pressão evolutiva para que o dimorfismo sexual se desenvolvesse. Porém, encontrou-se que o dimorfismo no tamanho e na coloração do indivíduo mostram padrões muito diferentes em relação ao comportamento reprodutivo e social dos pássaros. A diferença de coloração pode surgir por diferenças microestruturais da pena, que absorvem e refletem a luz com comprimentos de onda diferentes, e também pode surgir da deposição de pigmentos durante o desenvolvimento da pena. Entre os Passeriformes, os pigmentos podem ser carotenóides ou melaninas. Em Passeriformes, o dimorfismo sexual de cor surgiu várias vezes durante a evolução da linhagem, e foi perdido e readquirido várias vezes em grupos diferentes. Entre as famílias de Passeriformes, uma das mais reconhecidas por seu dimorfismo sexual são as aves do paraíso (Paradisaeidae).

## Ecologia
Os Passeriformes exibem grande variação de tolerância ecológica e adaptação trófica, e seus integrantes ocorrem na maioria dos biomas terrestres. Possuem uma relação próxima com diversas famílias de plantas atuando como dispersores de sementes e pólen. Isso é refletido nas diversas adaptações no bico, que permitiram a especialização em determinados tipos de frutos e/ou sementes, co-evoluindo com diversos gêneros vegetais, principalmente angiospermas.
Em geral, constroem seus ninhos em galhos de árvores usando pequenos galhos coletados do chão. O tamanho corporal pequeno a médio possibilitou que a construção de ninhos se desse em praticamente qualquer local que a ave quisesse, permitindo a ocupação de diversos nichos ecológicos e a irradiação territorial do grupo.
Os Passeriformes também são usados como controle de insetos, principalmente em plantios como controle de pragas devido ao hábito insetívoro de certas espécies.
Possuem hábitos muito diversos, mas em geral apresentam cuidado parental e postura de defesa de território e de prole em relação a outras espécies tanto de Passeriformes quanto de outros grupos.

## Classificação
Nunca houve controvérsia sobre a ancestralidade em comum de Passeriformes, mas houve muitas dúvidas sobre o arranjo das famílias dentro do grupo, principalmente as mais basais. A sistemática na ordem classicamente foi feita com base em características musculares e ósseas, e desde o final do século XX, considera-se a existência de dois grandes grupos dentro da ordem: Oscines (subordem Passeri) e Suboscines (subordem Tyranni). Mais recentemente, surgiu a hipótese que a família Acanthisittidae esteja na base da ordem, que então se dividiu entre Oscines e Suboscines.
Os dois grandes grupos de Passeriformes estão organizados sobretudo pela estrutura da siringe e pela anatomia do ouvido interno (columela e estribo).
Os Oscines apresentam cerca de 4 400 espécies e possuem núcleos especializados de aprendizagem sonora no prosencéfalo. Já os Suboscines apresentam cerca de 1 100 espécies e possuem apenas de 2 a 4 pares de músculos siringiais laterais.
A classificação dos Passeriformes é bastante complexa, baseando-se no número e posição dos músculos fonadores e na concreção dos músculos flexores dos dedos.

### Divisão

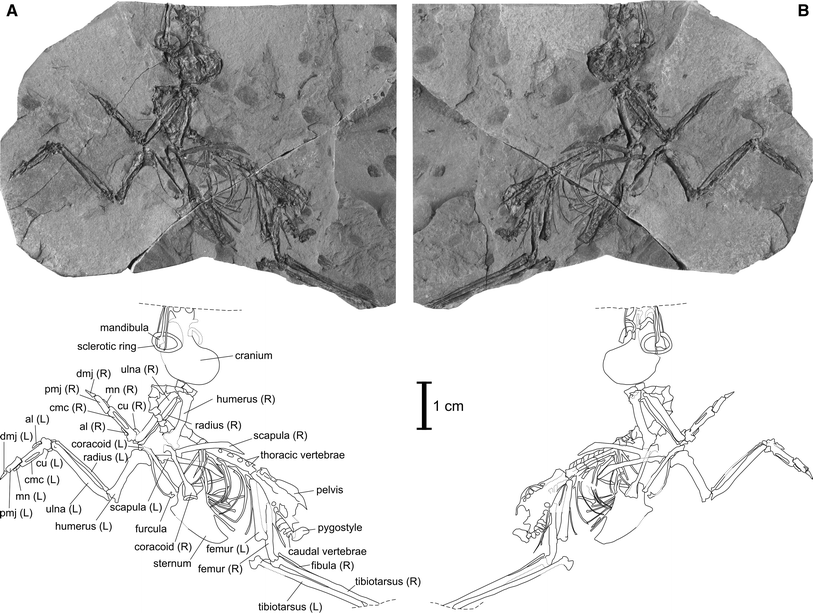
Fóssil de Resoviaornis jamrozi

- Família Palaeoscinidae (†)
- Família Acanthisittidae
- Subordem Tyranni
  - Infraordem Eurylaimides
  - Infraordem Tyrannides
- Subordem Passeres
  - Infraordem Passerida
  - Infraordem Corvida

## Registro fóssil
Pouco se sabe sobre a história fóssil do grupo. O fóssil mais antigo foi encontrado na Austrália, e data de há aproximadamente 50 milhões de anos. Acredita-se que os Passeriformes surgiram no hemisfério sul no começo do Terciário e se dispersaram para o hemisfério norte no final do Oligoceno. Porém, devido a ausência de fósseis, a datação de eventos chave para o padrão de distribuição atual da ordem ainda é incerta.

## Grupos presentes no Brasil
Há uma grande diversidade de Passeriformes no Brasil. Aproximadamente 30 famílias desse grupo, número que pode variar de acordo com a filogenia utilizada, habitam o território do país. As famílias Furnariidae e Thamnophilidae são algumas das que possuem maior diversidade de espécies no Brasil e habitam principalmente a região da floresta Amazônica, porém membros desses grupos podem ser encontrados em todo o país. Outras famílias de Passeriformes muito diversas no país inteiro são Tyrannidae, Thraupidae e Emberizidae.
Além das famílias acima citadas, também são encontradas no Brasil espécies das seguintes famílias:
- Dendrocolaptidae
- Scleruridae
- Melanopareiidae
- Rhinocryptidae
- Conopophagidae
- Grallariidae
- Formicariidae
- Cotingidae
- Pipridae
- Tityridae
- Vireonidae
- Corvidae
- Hirundinidae
- Troglodytidae
- Donacobiidae
- Polioptilidae
- Turdidae
- Mimidae
- Motacillidae
- Coerebidae
- Cardinalidae
- Parulidae
- Icteridae
- Fringillidae